# Bryum subneodamense
Bryum subneodamense är en bladmossart som beskrevs av Kindberg 1905. Bryum subneodamense ingår i släktet bryummossor, och familjen Bryaceae. Inga underarter finns listade i Catalogue of Life.